# Paul Temple und der Fall Lawrence
Paul Temple und der Fall Lawrence ist ein achtteiliges Hörspiel aus der Paul-Temple-Reihe von Francis Durbridge, das der WDR im Jahre 1958 produzierte und in der Zeit vom 12. September bis 31. Oktober 1958 erstmals ausstrahlte. Die gesamte Spieldauer beträgt 314 Minuten.

## Folgentitel
Die einzelnen Folgen der früheren Mehrteiler waren noch mit separaten Untertiteln versehen. Ab dem Lawrence-Fall hat man, mit Ausnahme des Genf-Falles, beim WDR offensichtlich darauf verzichtet.

## Handlung
Der Schriftsteller und Privatdetektiv Paul Temple hat sich mit seiner Frau Steve nach Downburgh an der englischen Ostküste zurückgezogen, um in Ruhe an seinem neuen Roman arbeiten zu können. Aber irgendwelche Leute scheinen das Ehepaar zu beobachten. Bei einem Bootsausflug werden sie von einem Kliff aus beschossen, dabei wird ihr Bootsführer Bob Gardner leicht verletzt. Nur eine Woche später verunglückt Bob tödlich, als er zusammen mit dem alten Fischer Salty West versucht einen Hund an einer Steilwand zu retten.
Kaum zurück in London erwartet die Temples ihr Freund Sir Graham Forbes von Scotland Yard. Die Tochter des Leiters der Spionageabwehr Sir Carlton Ross, Sylvia, ist offensichtlich entführt worden. Zuletzt war sie mit einem jungen Mann namens Brian Dexter ausgegangen, der sie später vor ihrer Haustür abgesetzt haben will. Als Temple Dexter befragt, erzählt dieser, dass sie vorher in einem Tanzlokal waren, in dem Sylvia dem Leiter der Tanzkapelle Johnny Tiko einen Wunschzettel für einen Schlager abgegeben hat. Tiko bestätigt das, doch seine Frau Linda behauptet, als sie sich von ihrem Mann unbeobachtet glaubt, auf dem Zettel habe "Mister Clive
Lawrence, Hotel Schweizer Hof, Zermatt" gestanden. Am nächsten Morgen erhält Paul von Mary Gardner einen Brief ihres verunglückten Bruders Bob, der genau die gleichen Angaben enthält.
Paul Temple vermutet, dass ein gewisser Max Burford Steve in Downburgh beobachtet haben könnte und sucht ihn deshalb zusammen mit seiner Frau in Bray in der Nähe von Maidenhead auf. Steve aber ist sich ganz sicher, dass Burford nicht der gesuchte Mann gewesen sein kann, trotz einer gewissen nicht zu verkennenden Ähnlichkeit. Brian Dexter erzählt Temple, dass er Sylvia Ross und ihren Vater im Hotel Schweizer Hof in Zermatt kennengelernt hat. Steve erkennt in einem elegant angezogenen Mann auf dem Beifahrersitz eines großen Rolls-Royce den sonst so schmuddeligen und unrasierten Salty West aus Downburgh wieder. Scotland Yard findet heraus, dass der Wagen dem Augenarzt Dr. Ernest de Silva gehört.
Mitten in der Nacht bestellt Johnny Tiko Temple nach Kensington, weil er ihm etwas Wichtiges über Sylvia Ross sagen will. Aber statt Tiko trifft er Mary Gardner, die aus einem fahrenden Auto heraus niedergeschossen wird. Ihre letzten Worte an Steve gerichtet lauten: „Passen Sie auf ihre Handtasche auf.“ Als Inspektor Vosper Tiko noch in der Nacht befragt, leugnet dieser, mit Temple telefoniert zu haben.
Dr. de Silvas Chaffeur Barker bestreitet, mit dem Wagen seines Chefs in Maidenhead gewesen zu sein und scheint demnach auch keinen Salty West zu kennen. Noch am selben Abend fischt der polnische Kapitän Schikowski die Leiche Barkers aus der Themse. In seiner Brieftasche findet man sechs Fotografien, auf denen Steve mit einer ganz bestimmten Handtasche abgebildet ist. Kurz danach wird die Tasche gegen ein gleich aussehendes Modell ausgetauscht, in das man eine Schussvorrichtung eingebaut hat. Nur knapp entgehen die Temples dem Anschlag.
Max Burford ist davon überzeugt, dass der Mann, der Steve in Downburgh beobachtet hat, sein Vetter Don Freeman gewesen ist. Er erzählt Paul, dass er zufällig Zeuge eines Telefonats wurde, bei dem man Freeman als Clive Lawrence ansprach und dass dieser zu einem Mann namens Tiko sagte: „Da können Sie ganz beruhigt sein, sie ist auf der Isle of Skye.“ Bei einer Befragung bestreitet Tiko jemals etwas von Lawrence oder Freeman gehört zu haben. Vosper lässt die Isle of Skye mit einem Großaufgebot der Polizei durchsuchen, findet aber keine Spur von Sylvia Ross.
Als die Temples wieder in Downburgh sind, entdecken sie zufällig in der Bucht die vor Anker liegende Yacht Isle of Skye, die Julie de Silva gehört, der Gattin des Augenarztes. Paul bittet Brian Dexter, der anscheinend häufiger Gast auf der Yacht ist, ihn mit Mrs. de Silva bekannt zu machen. Von dem Fischer Stan Walters erfährt Temple, dass Salty West anscheinend über reichlich viel Geld verfügt, obwohl er kaum arbeitet.
In der Bar ihres Hotels trifft Steve auf die Tikos, die über den Grund ihres Aufenthaltes in Downburgh offensichtlich falsche Angaben machen. Auch Freeman und Dr. de Silva scheinen in Downburgh zu sein. Kurz darauf meldet sich Salty West telefonisch bei Paul und bittet ihn zu sich nach Hause, da er etwas Wichtiges zu sagen habe. Als die Temples dort ankommen, steht sein Haus in Flammen und Salty liegt schwer verletzt am Boden. Er übergibt Temple Steves Ohrringe, die sich in ihrer Handtasche befunden haben. Bevor er etwas zu dem mysteriösen Unfall von Bob Gardner sagen kann, wird er ohnmächtig. Im Krankenwagen sagt er kurz vor seinem Tod zu Inspektor Ivor: „Sagen Sie Temple, es gibt keinen Mr. Lawrence, das war ein Trick von…“
Sir Graham Forbes kommt nach Downburgh und berichtet den Temples, dass Sylvia Ross plötzlich wieder zu Hause aufgetaucht ist. Über ihren Verbleib seit ihrem Verschwinden macht sie sehr unglaubwürdige Angaben. Von einer Entführung will sie nichts wissen.
Als  Dexter die Temples mit einem kleinen Beiboot zur Isle of Skye abholt, werden sie von einem Motorboot attackiert. Das Boot kentert. Kurz vor dem Ertrinken wird Paul von Fischern gerettet und zur Isle of Skye gebracht, wo sich Steve bereits befindet. Dexter kann von einem Fischerboot geborgen werden. Steve hört auf der Yacht zufällig durch Mrs. de Silva von einem Roger Townley, in dessen Angelegenheit sich de Silva eingemischt haben soll. Von Ivor erfahren die Temples am nächsten Tag, dass es sich dabei um einen lang gesuchten Verbrecher handelt, der in Amsterdam einen Ring von Diamantenschmugglern leitete.  Seit einiger Zeit hat der Diamanten- und Rauschgifthandel in England erheblich zugenommen. Forbes vermutet, dass Townley dahinter steckt. Die Geschwister Gardner und Salty West scheinen für die Organisation gearbeitet zu haben.
Temple bekommt heraus, dass die junge Mary Chepstow von Johnny Tiko für sein Orchester engagiert worden ist. Das Mädchen war mit einem gewissen Andy Cross befreundet, der sich vor über einem Jahr das Leben nahm. Er gehörte zu den Helfern in der Organisation, bekam dann Gewissensbisse und sah keinen anderen Ausweg mehr.
Inspektor Ivor findet zwischen Downburgh und Felixstowe die Leiche des ermordeten Townleys. Temple geht davon aus, dass es Townley war, der das Motorboot gesteuert hat und dass Julie de Silva auf ihren zufällig an Bord anwesenden Mann wütend war, weil er Steve aus dem Wasser gerettet hat. Townley ist irrtümlich davon ausgegangen, dass die Temples nur seinetwegen nach Downburgh gekommen sind, um ihm das Handwerk zu legen.
In einem Hotel geben die Temples eine Cocktailparty, zu der alle in dem Fall verwickelten Personen eingeladen sind. Paul erklärt den Anwesenden, dass Sylvia Ross nur deshalb von der Bildfläche verschwunden ist, um seine Aufmerksamkeit von Downburgh und der Organisation abzulenken. Deshalb wies Linda Tiko Temple auf den angeblichen Clive Lawrence in Zermatt hin. Doch Mary Gardner übergab Temple einen gefälschten Brief ihres von Townley getöteten Bruders mit den gleichen Angaben und lenkte damit die Ermittlungen wieder auf Downburgh zurück. Ein wichtiges Mitglied, den Temple als Mister X bezeichnet, übernahm dann die Führung der Bande und tötete zuletzt auch Roger Townley. Als sich Brian Dexter enttarnt fühlt, zieht er eine Waffe und springt durch das Fenster ins Freie. Nach einer wilden Verfolgungsjagd stürzt Dexter mit seinem Wagen in die Themse.

## Besetzung
- René Deltgen: Paul Temple
- Annemarie Cordes: Steve, seine Frau
- Kurt Lieck: Sir Graham Forbes
- Herbert Hennies: Charlie, Diener der Temples
- Heinz Schimmelpfennig: Brian Dexter
- Karl Heinz Bender: Johnny Tiko
- Magda Hennings: Linda, seine Frau
- Peter René Körner: Kriminalinspektor Ivor
- Wolfgang Eichberger: Kriminalinspektor Vosper
- Alwin Joachim Meyer: Max Burford
- Heinz Klevenow: Dr. Ernest de Silva, Augenarzt
- Lilly Towska: Julie de Silva, seine Frau
- Karl Brückel: Salty West
- Ingeborg Schlegel: Mary Gardner
- Willi Zickel: Bob Gardner
- Jürgen von Manger: Kapitän Schikowski
- Frank Barufski: Stan Walters
- Heinz Schacht: Tom Chepstow
- Bernd M. Bausch: Sir Carlton Ross
- Beatrice Mohammed: Sylvia Ross
- Trude Meinz: Mrs. Purdie
- Eugen Lundt: Arthur Main / Sergeant Thomas
- Philipp Gehly: Foster, Diener von Sir Graham Forbes
- Hans-Günther Riebold: George Wadford
- Robert Neugebauer: Don Freeman
- Fritz Leo Liertz: Luigi, Gastwirt
- Günter Kirchhoff: Barker, Chauffeur von Dr. de Silva
- Ursula Feldhege: Doris, Kellnerin u. v. a.

- Deutsch von Dagmar Schnorr-Nick
- Musik: Hans Jönsson
- Regie: Eduard Hermann

## Veröffentlichungen
- Paul Temple und der Fall Lawrence ist beim Hörverlag auf CD und MC erschienen. (ISBN 3-89940-498-X)